# لیوبیموفکا (باشقیرستان)
لیوبیموفکا (به لاتین: Lyubimovka) یک منطقهٔ مسکونی در روسیه است که در باشقیرستان واقع شده‌است.